# Sascha Bigalke
Sascha Bigalke (Berlijn, 8 januari 1990) is een Duitse voetballer die bij voorkeur als middenvelder speelt. Hij tekende in augustus 2014 een eenjarig contract bij SpVgg Unterhaching. Dat lijfde hem transfervrij in nadat 1. FC Köln zijn nog een jaar doorlopende verbintenis ontbond.

## Carrière

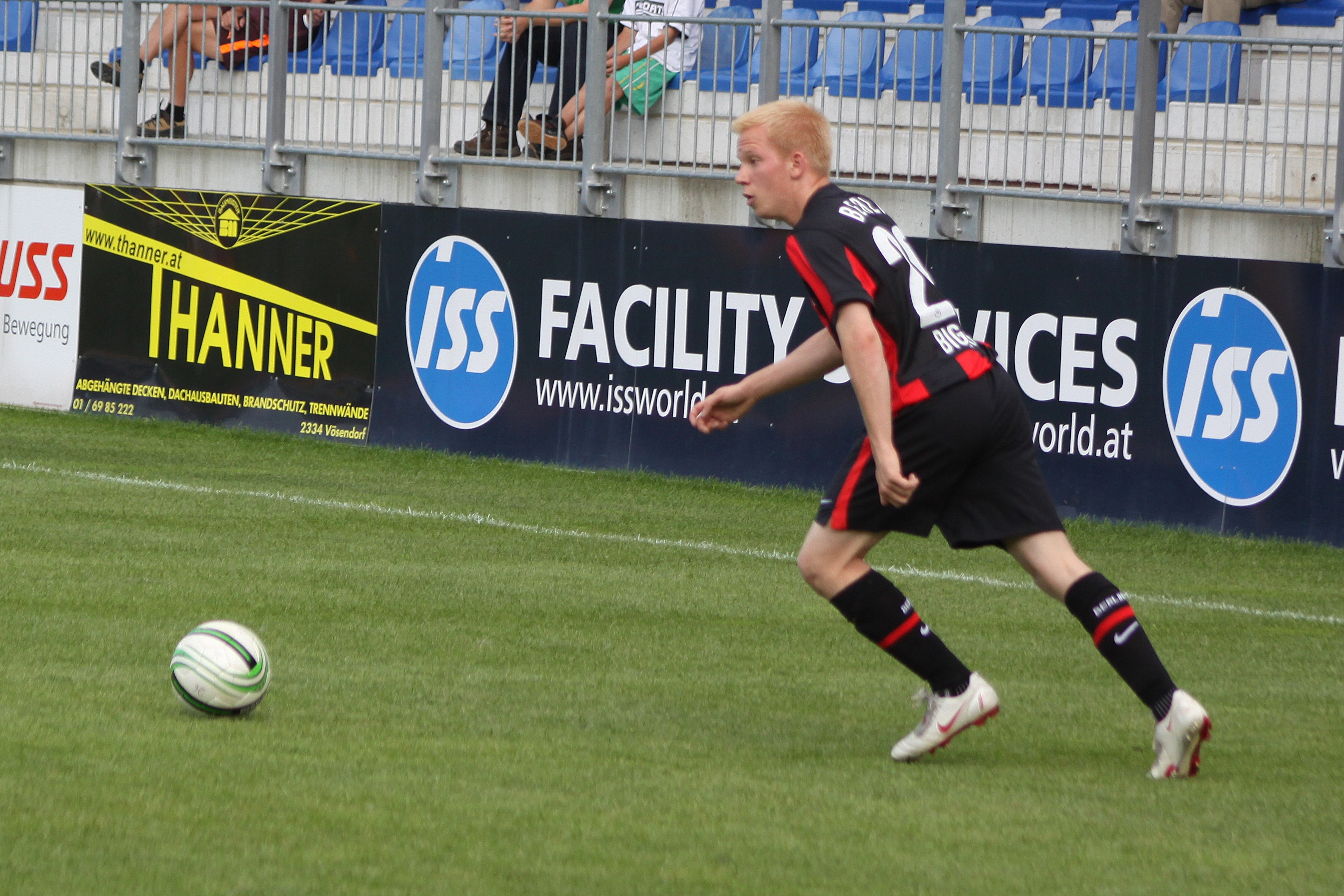
Bigalke in het shirt van Herta BSC (2009)

Bigalke begon met voetballen bij Reinickendorfer Füchse in zijn geboortestad Berlijn. Al snel volgde hij zijn vader naar Hertha BSC die binnen die club jeugdtrainer was. Bij de club uit de hoofdstad doorliep Bigalke alle jeugdelftallen en speelde hij in de tweede helft het seizoen 2007/08 in de U-21 Bundesliga. Voordat hij een profcontract bij de club tekende, speelde hij eerst nog in de Oberliga Noord/Noordoost met het tweede elftal van de club.
Bigalke werd voor het eerst bij het eerste gehaald in de kwalificatieronde voor de UEFA Cup 2008/09 tegen het Moldavische Nistru Otaci. Zijn professionele debuut maakte hij een jaar later in het UEFA Europa League duel tegen SC Heerenveen, waarin hij in de basiself startte. Zijn competitiedebuut volgde op 21 november 2009, in de Bundesligawedstrijd tegen VfB Stuttgart. Het bleef bij dat ene duel, waarna Bigalke in 2011 transfervrij overstapte naar 3. Ligaclub SpVgg Unterhaching.
Op 31 augustus 2012 werd bekendgemaakt dat Bigalke de overstap zou maken naar de 2. Bundesliga om uit te komen voor 1. FC Köln. Bij deze club tekende hij een contract voor drie jaar wat hem tot 30 juni 2015 aan de club uit Keulen verbond. Zijn eerste doelpunt scoorde hij op 20 oktober 2012 in de 3-2 overwinning op SSV Jahn Regensburg. Op 22 juni 2013 scheurde de  binnenste meniscus in zijn rechterknie in het vriendschappelijke duel tegen Sportfreunde Troisdorf, waardoor hij zeker tot het voorjaar 2014 moest herstellen.

## Interlandcarrière
Bigalke heeft verscheidende jeugdploegen van Duitsland doorlopen en nam met het U-17 team deel aan het Europees kampioenschap U-17 in 2007 en de U-17 Wereldbeker. Op dit WK werd hij met zijn medespelers derde.